# آواز در باران
آواز در باران (به انگلیسی: Singin' in the Rain) فیلمی موزیکال به کارگردانی جین کلی و استنلی دانن محصول سال ۱۹۵۲ است.
جین کلی، دانالد اوکانر، دبی رینولدز، جین هیگن و میلارد میچل نقش‌های اصلی فیلم را ایفا کردند.
در فهرست ۱۰۰ فیلم موزیکال برتر بفا (بنیاد فیلم آمریکا) در سال ۲۰۰۷، این فیلم در ردهٔ نخست و در میان ۱۰۰ فیلم برتر، در فهرست ده سالگی بفا، در ردهٔ پنجم قرار گرفت.

## خلاصه داستان
در دوران سینمای صامت، در سال‌های ۲۸–۱۹۲۷، دان (جین کلی) و لینا (جین هیگن) دو ستاره هالیوود هستند که روابط عاطفی شان در فیلم ها طرفداران زیادی دارد. اما موقعیت خوب این دو بازیگر با ورود سینمای ناطق دچار یک مشکل می شود و ...

## پشت صحنه
- اگرچه جین کلی یک سال پیش از ساختن آواز در باران جایزهٔ افتخاری اسکار برای «دستاوردهای چشمگیر در هنر طراحی رقص برای فیلم» را به دست آورده بود و جایزهٔ اسکار بهترین فیلم را برای فیلم یک آمریکایی در پاریس به دست آورده بود، اغلب از آواز در باران به عنوان شاهکار تمام زندگی جین کلی یاد می‌کنند.
- ترانهٔ آواز در باران در اصل برای نمایشنامه‌ای به نام «Hollywood Music Box Revue of 1927» نوشته شده بود و در فیلمی که بر اساس این نمایشنامه در سال ۱۹۲۲ ساخته شده بود نیز مورد استفاده قرار گرفت. این ترانه در چند فیلم دیگر نظیر آسان حرف بزن (۱۹۳۲)، نلی کلی کوچولو (۱۹۴۰)، سلام خوشگله (۱۹۴۴)، پرتقال کوکی (۱۹۷۱) و سرگرمی این است (۱۹۷۴) نیز به کار رفته‌است.
- بیشتر ترانه‌های این فیلم را آرتور فرید، پیش از آن که در مترو گلدوین مایر تهیه‌کننده شود، و ناسیو هرب برای فیلم‌های دیگر نوشته‌اند.
- در فیلم قرار است دبی رینولدز خوش صدا به جای جین هیگن صحبت کند اما در واقعیت صدای هیگن تعلیم‌یافته‌تر از رینولدز بود و به همین دلیل هیگن دیالوگ‌های رینولدز را دوبله کرد. در صحنه‌های آوازخوانی بتی‌نویس به جای رینولدز آواز خواند.
- اگرچه آواز در باران از دبی رینولدز یک ستاره ساخت اما او چندان دل خوشی از بازی در این فیلم نداشت. سال‌ها بعد در مصاحبه‌ای گفت که جین کلی فشار زیادی به او می‌آورده‌است و در مصاحبه‌ای دیگر عنوان کرد دو کاری که سخت‌ترین کارهای زندگیش بوده یکی تولد بوده و دیگری بازی در آواز در باران.[۳]
- جین کلی در بخشی از فیلم هم‌زمان با آواز خواندن در زیر باران رقص بسیار بی‌نظیر و سرخوشانه‌ای را به نمایش می‌گذارد که تاکنون نظیر آن کمتر دیده شده‌است. کِلی برای فیلمبرداری این صحنه در استودیو مترو گلدوین مایر MGM هفت روز را روزی شش ساعت در زیر باران مصنوعی آن استودیو آواز خواند، طوری‌که به شدت سرما خورد. با این حال با بدنی تب‌دار و مریض به کار ادامه داد.[۴]

## جوایز و افتخارات
جین هیگن برای بازی در این فیلم نامزد دریافت جایزهٔ اسکار بهترین بازیگر نقش مکمل زن و لنی هیتون نامزد دریافت جایزهٔ بهترین موسیقی فیلم شد. هیچ‌یک از این دو جایزهٔ اسکار را به دست نیاوردند.
دانالد اوکانر برندهٔ جایزه گلدن گلوب بهترین بازیگر مرد فیلم موزیکال یا کمدی شد.
مجله سایت اند ساند در سال ۱۹۸۲، این فیلم را در «ده فهرست برتر» به انتخاب منتقدان در رتبهٔ چهارم قرار داد.
در رتبه‌بندی بفا، آواز در باران، در میان ۱۰۰ فیلم برتر در رتبهٔ دهم، ۱۰۰ فیلم کمدی در رتبهٔ شانزدهم و ۱۰۰ فیلم عاشقانه در رتبهٔ شانزدهم قرار گرفت. بفا این فیلم را به عنوان بهترین فیلم موزیکال تاریخ انتخاب کرد. در فهرستی که به مناسبت ده سالگی بفا منتشر شد، این فیلم در میان ۱۰۰ فیلم برتر در رتبهٔ پنجم قرار گرفت.